# Tipula (Lunatipula) submaculata
Tipula (Lunatipula) submaculata is een tweevleugelige uit de familie langpootmuggen (Tipulidae). De soort komt voor in het Nearctisch gebied.